# Karim Ghajji
 (octobre 2022).
Karim Ghajji né le 16 janvier 1981 à Colombes (France) est un kickboxeur Franco-Marocain.

## Biographie
Karim Ghajji est né le 16 Janvier 1981 de deux parents marocains originaire de Tinghir (Maroc).
Il commence le karaté à 12 ans en parallèle avec le break dance avec son groupe Fantastik armada qu'il crée en 1998 avec des amis d'enfance
Peu à peu, les deux disciplines deviennent importantes dans sa vie. Il passe professionnel en kickboxing 3 ans plus tard, puis devient capitaine de l'équipe France dans la même discipline.
En 2010, il a fait un grand tournoi à Dijon à l'UKC France MAX et a atteint la finale. Le 4 septembre, il remporte SportAccord Combat Games.
Il a battu Dmitry Valent par décision lors de la Nuit des Champions à Marseille le 24 novembre 2012.
Le 15 décembre 2012, il a battu Luis Reis et Jeremy Ragazzagi, respectivement, sur les points à gagner les WKN 75 kg Grand Prix Full Contact européenne au Complet Nuit 6 à Agde, France[réf. nécessaire].
Ghadji cause un bouleversement majeur en remportant les 72,5 kg du tournoi Muay-thaï à La Nuit des Titans à Tours le 2 février 2013. En demi-finale, il rencontre un match très compliqué face à Yohan Lidon et gagne aux points après une lutte serrée. Puis, lors de la finale, il écrase Eakpracha Meenayotin au premier tour avec un enchaînement d'une belle gauche droite, un coup de genou et une énorme droite.
Ghadji met KO Darko Delic au Fight Night 7 à Châteauroux le 16 mars 2013[réf. nécessaire].
Il fait ses débuts avec les principales gloires de kickboxing contre Nieky Holzken à Glory 6: Istanbul à Istanbul, Turquie le 6 avril 2013, mais perd par TKO en raison d'une coupure dans un round de prolongation.
Ghajji perd face Yuri Bessmertny par décision unanime au Combat Durée 3 à Tours, France le 15 juin 2013[réf. nécessaire].
Il est mis TKO par Joseph Valtellini à la fin du troisième tour à la Gloire 11: Chicago - Heavyweight Championship Tournament dansHoffman Estates, Illinois, États-Unis le 12 octobre 2013.
Il perd face à Alexander Stetsurenko par décision unanime dans la Gloire 13: Tokyo - Welterweight World Championship Tournament lors d'un match de réserve à Tokyo, au Japon le 21 décembre 2013.
En juillet 2014, il remet son titre de Champion du monde I.S.K.A en jeu face à Mustapha Haida, champion d'Italie. Il conserve sa ceinture à l'issue des 5 rounds, pour la 8e fois de sa carrière.
Il intègre une grosse organisation de MMA le Bellator et devient en Avril 2016 le premier champion du monde dans la catégorie des -77 kg en Kickboxing.
En septembre 2016 il perd sa ceinture de champion 2 juges à 1, face à Zoltan Laszak à Budapest, Hongrie. Il obtient sa revanche en avril 2017 à Budapest, Hongrie.
Il défend son titre ISKA en septembre 2018 à Aix-en-Provence en -75 kg face à Enrico Carrara et gagne par KO au 4e en low kick.

## Palmarès
- 2019 Champion du monde ISKA Kickboxing -78 kg (5e Défense)
- 2018 Champion du monde ISKA Kickboxing - 75 kg (4e Défense)
- 2017 Champion du Monde Kickboxing -77 kg Bellator
- 2016 Champion du Monde Kickboxing -77 kg  Bellator
- 2015 Finaliste Glory Welterweight Contender Tournament
- 2014 Champion du monde I.S.K.A (2 catégories différentes)
- 2013 Champion du monde I.S.K.A
- 2012 Ceinture "Nuit Des Champions" K-1 – 76 kg
- 2011 Ceinture "Nuit des Champions" Full Contact -76 kg
- 2011 "Urban Boxing United 2" ceinture de combat super
- 2011 La Nuit des Titans 4 Hommes K-1 Tournoi Règles Champion (-73 kg)
- 2010 ProFight Karaté Middleweight Champion
- 2010 F-1 World Max Champion (-74 kg)
- 2010 K1 WPMF Champion d'Europe (-72,5 kg)
- 2010 K1 Pro français Champion (-72 kg)
- 2010 UKC France MAX Jusqu'à Runner tournoi (-70 kg)
- 2009 Champion français kickboxing (-74 kg)
- 2009 Sanda (Chinese Kickboxing) Champion français
- 2008 Champion français Vice Kickboxing (-74 kg)
- 4 fois Karaté-Contact Français Champion
- 4 fois vainqueur de la Coupe de Karaté-Contact France